# Луций Кореллий Нераций Панса
Луций Кореллий Нераций Панса (лат. Lucius Corellius Neratius Pansa) — римский политический деятель и сенатор первой половины II века.
Панса происходил из самнитского города Сепинум. Его отцом был консул 95 и 129 года Луций Нераций Марцелл или консул 97 года Луций Нераций Приск, а матерью дочь консула-суффекта Квинта Кореллия Руфа Кореллия Гиспулла.
В 122 году Панса занимал должность ординарного консула вместе с Манием Ацилием Авиолой. Больше о нём ничего неизвестно.